# Titkok könyvtára 2. – A visszatérés Salamon kincséhez
A Titkok könyvtára 2. – Visszatérés Salamon kincséhez (eredeti cím: The Librarian: Return to King Solomon's Mines) 2006-ban bemutatott fantasy-kalandfilm Jonathan Frakes rendezésében, a Titkok könyvtára franchise második filmje. A főbb szerepekben Noah Wyle, Gabrielle Anwar, Bob Newhart, Jane Curtin és Olympia Dukakis látható.
A tévéfilmet eredetileg az amerikai TNT televíziós adón mutatták be 2006 decemberében.

## Cselekmény
Flynn talál egy ősi egyiptomi tekercset, rajta egy rejtélyes szimbólummal. Amikor ismeretlenek megtámadják és elrabolják tőle az ereklyét, Judson (Bob Newhart) segítségével nyomozni kezd a jelkép eredete után. Hamar kiderítik, hogy az Salamon király pecsétje volt. A legenda úgy tartja, hogy az ókori uralkodók legféltettebb kincseit egykor egy labirintusban rejtették el. Köztük van Salamon kulcsa is, mely birtoklóját az alvilág urává teszi. Flynn társaival kalandos utazásra indul, Salamon kincsének megszerzéséért. 
A legenda szerint egykor egy labirintusban helyezték el az ókori uralkodók legféltettebb kincseit, és ott rejtették el Salamon kulcsát is, amelynek a tulajdonosa az alvilág ura lehet. Flynn és társai egy újabb, minden eddiginél kalandosabb, veszélyekkel teli utazásra indulnak Salamon kincséhez.

## Szereplők
| Színész          | Szerep          | Magyar hang                     | Magyar hang           |
| Színész          | Szerep          | - 1. szinkron - (Budapest Film) | - 2. szinkron - (TV2) |
| ---------------- | --------------- | ------------------------------- | --------------------- |
| Noah Wyle        | Flynn Carsen    | Alföldi Róbert                  | Széles Tamás          |
| Gabrielle Anwar  | Emily Davenport | Hámori Eszter                   | Kisfalvi Krisztina    |
| Bob Newhart      | Judson          | Kristóf Tibor                   | Versényi László       |
| Jane Curtin      | Charlene        | Borbás Gabi                     | Menszátor Magdolna    |
| Olympia Dukakis  | Margie Carsen   | Dallos Szilvia                  | Tímár Éva             |
| Robert Foxworth  | Jerry bácsi     | Barbinek Péter                  | Orosz István          |
| Erick Avari      | Samir tábornok  | Balázsi Gyula                   | Faragó András         |
| Hakeem Kae-Kazim | Jomo            | Sótonyi Gábor                   | Barabás Kiss Zoltán   |

## Fordítás
- Ez a szócikk részben vagy egészben  a   The Librarian: Return to King Solomon's Mines című angol Wikipédia-szócikk fordításán alapul.  Az eredeti cikk szerkesztőit annak laptörténete sorolja fel. Ez a jelzés csupán a megfogalmazás eredetét és a szerzői jogokat jelzi, nem szolgál a cikkben szereplő információk forrásmegjelöléseként.